# Hembury ware
Hembury ware of Hembury-aardewerk is de naam aan enkele van de vroegste neolithische aardewerkvondsten in het zuiden van Engeland. Het werd gemaakt aan het einde van het 5e en het begin van het 4e millennium voor Christus.  
Een grote verzameling van dit type aardewerk werd gevonden tijdens opgravingen in 1930-35 door Dorothy Liddell in Hembury, een neolithische kringgreppel in Devon.
Hembury-aardewerk kenmerkt zich door kommen met ronde bodem en "lug"-handvaten. Veel ervan werd verder naar het westen gemaakt, rond The Lizard in Cornwall, met behulp van Gabbro-klei, en verhandeld over de Britse eilanden. 